# Германівська вулиця (Конотоп)
Вулиця Германівська — одна з найстаріших вулиць міста Конотоп Сумської області.

## Розташування
Розташована в районі Загребелля. Пролягає від вулиці Путивльської до вулиці Завгородньої.

## Історія
Існує з XVIII століття. Вперше згадується у 1782 році.
Перша відома назва — Германівська вулиця. Під такою назвою згадується 1784 року, 1798-1800 роках та 28 червня 1929 року. Деякі автори вважають, що назва походить від ім'я або прізвища Герман, що мала особа, пов'язана з вулицею.
З середини XX століття — Червоно-Селянська вулиця. Назва мала ідеологічне походження та повинна була підкреслювати ідеологію панування селянського класу в СРСР.
З 28 вересня 1967 року — вулиця Кочемазова. Названа на честь одного з командирів конотопського партизанського загону під час Другої Світової війни — Василя Парфентійовича Кочемазова.